# Branimir Aleksić
Branimir Aleksić (ur. 24 grudnia 1990 w Suboticy) – serbski piłkarz grający na pozycji bramkarza. Od 2017 roku zawodnik węgierskiego Szeged LK.
5 czerwca 2012 zadebiutował w reprezentacji Serbii.